# Austin Ambassador
El Austin Ambassador es un coche familiar grande de dos volúmenes y cinco puertas producido por Austin entre 1982 y 1984. El vehículo era una versión actualizada del Austin Princess, una berlina que pese a su cristal posterior tendido carecía de portón trasero. Si bien sólo compartía puertas delanteras y estructura interior con su antecesor, el estilo "wedge" -línea en cuña- original del Princess era evidente y fue culpable de que el Ambassador no se viera como un vehículo verdaderamente nuevo. El Ambassador fue presentado cuatro meses después de la desaparición del Princess, sirviendo de "puente" en la gama de British Leyland entre el Morris Ital y el Rover SD1.
Se dejó de fabricar cuando fueron presentados el Rover 200-SD3 y Austin Montego de tamaño ligeramente inferior, que sustituyeron al Triumph Acclaim, Morris Ital y Austin Ambassador conjuntamente. 

## Diseño
A diferencia del Princess la variante 2.2 de seis cilindros no estuvo disponible, sino solo motores 1.7 y 2.0 litros -en versiones alimentadas por uno o dos carburadores- lo que permitía un capó más bajo y plano aun a costa de perder el gadget de la ocultación de los limpiaparabrisas bajo el capó. La parte trasera del chasis se modificó incluyendo una quinta puerta y ventanillas traseras en el pilar C, otorgando al Ambassador un aspecto similar al de sus contemporáneos Chrysler 150/Chrysler Alpine.

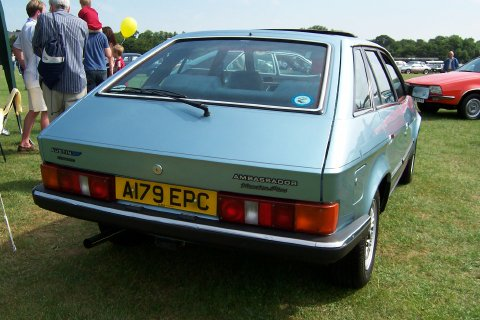
Vista trasera, mostrando el portón posterior

Mecánicamente utilizaba la suspensión hydragas de sus antecesores junto con los modernos motores de la serie "O". Sin embargo sólo estaba disponible con cajas de cuatro velocidades o automática de tres y algunos de sus componentes, como los faros principales eran compartidos con el Morris Ital. Otros componentes menores, incluyendo la mayoría del acabado interior, era también compartido con otros productos de BL como el Austin Allegro lo que le daba un aspecto "barato", llegando a carecer de cuentarrevoluciones incluso en sus versiones más equipadas. Estas características le hicieron perder el favor del público, que pese a su excelente suspensión y modernos motores lo vio como un producto barato y desfasado.
No hubo versión con el volante a la izquierda por lo que nunca se exportó a la Europa continental. Se construyeron alrededor de 43,500 unidades, muchos menos que su antecesor el Princess que alcanzó las 225.000.

## Versiones
| Motores y opciones de acabado en el Reino Unido | L | HL | HLS | Vanden Plas |
| ----------------------------------------------- | - | -- | --- | ----------- |
| 1.7                                             | ✓ | ✓  |     |             |
| 2.0                                             |   | ✓  |     |             |
| 2.0 carburador doble                            |   | ✓  | ✓   | ✓           |